# Ton Richter
Ton Richter (Blaricum, 16 november 1919 – Hilversum, 10 augustus 2009) was een Nederlands hockeyer.
Richter won met het Nederlands team een bronzen medaille op de Olympische Zomerspelen in 1948. Hij speelde doelman voor Be Fair, HMHC en Kameleon, allen uit Hilversum. Tussen 1954 en 1964 was hij bestuurslid bij HMHC. 